# Улица Генерала Хрулёва
Улица Генерала Хрулёва — улица в Приморском районе Санкт-Петербурга. Проходит от Коломяжского проспекта до Байконурской улицы.

## История
Название присвоено 26 июля 1971 года в честь генерала армии Андрея Васильевича Хрулёва.

## Объекты
На улице Генерала Хрулёва располагаются:
- автосалон «Sollers»,
- НПО «Квант»,
- центр травматологии и реабилитации Приморского района,
- киностудия «Всемирные русские студии»,
- троллейбусный парк № 6,
- отдел полиции № 35.

## Пересечения
- Коломяжский проспект
- Серебристый бульвар
- Байконурская улица

## Транспорт
Ближайшая к улице Генерала Хрулёва станция метро — «Пионерская» 2-й (Московско-Петроградской) линии.
В одном направлении от Коломяжского проспекта до Серебристого бульвара проходит линия троллейбусного сообщения. Она используется маршрутом 25, а также для следования в парк и из него.